# Muzeum Uniwersytetu im. Adama Mickiewicza w Poznaniu
Muzeum Uniwersytetu im. Adama Mickiewicza w Poznaniu – ogólnouczelniana jednostka organizacyjna Uniwersytetu im. Adama Mickiewicza w Poznaniu, powołana 7 kwietnia 2016 przez rektora prof. dr hab. Bronisława Marciniaka. Do 10 stycznia 2017 siedzibą muzeum był gmach Collegium Historicum w Poznaniu, przy ul. Święty Marcin 78. Obecnie siedzibą muzeum jest gmach Collegium Iuridicum w Poznaniu, przy ul. Święty Marcin 90. Muzeum nie posiada jeszcze stałej ekspozycji.

## Cele i zadania muzeum
Do zadań muzeum należy w szczególności:
- gromadzenie dóbr kultury oraz innych przedmiotów i przekazów dotyczących uniwersytetu, jego pracowników, studentów, absolwentów i osób obdarzonych godnościami honorowymi,
- inwentaryzowanie, katalogowanie i naukowe opracowywanie zgromadzonych muzealiów i materiałów dokumentacyjnych,
- przechowywanie zgromadzonych muzealiów w warunkach zapewniających im pełne bezpieczeństwo i w sposób dostępny dla celów naukowych,
- zabezpieczanie i konserwowanie muzealiów,
- organizacja i prowadzenie badań naukowych,
- organizacja wystaw stałych i czasowych,
- prowadzenie działalności oświatowej,
- udostępnianie zbiorów dla celów naukowych i oświatowych,
- publikowanie wyników badań z zakresu swej działalności,
- opracowywanie i wydawanie katalogów, przewodników po wystawach oraz wydawnictw popularnonaukowych.

## Organy muzeum
Organami Muzeum są:
- Rada Muzealna,
- Dyrektor Muzeum.

Dyrektorem Muzeum Uniwersytetu jest prof. UAM dr hab. Andrzej Gulczyński. 

## Wystawy
Muzeum zainaugurowało swoją działalność wystawą pt. „Muzea uczelniane. Jesteśmy!”, która została otwarta 7 maja 2016 w Collegium Minus w Poznaniu.